# Škrlatica
Škrlatica (nekdaj imenovana Suhi plaz) je gora v Julijskih Alpah, ki je z 2740 metri druga najvišja v Sloveniji.

## Dostop
Edini markiran pristop nanjo pelje z južne strani, od koder vodi zavarovana plezalna pot. Ta se najprej dvigne po melišču, ob strani katerega doseže južno steno in se prek nje povzpne na greben, ki vodi do vrha. Do začetka te poti se je moč povzpeti od Aljaževega doma v Vratih (pot do vrha mimo Bivaka IV. na Rušju traja 6 ur), s Kriških podov (5 ur) ali pa iz Krnice (pot je najdaljša in traja do 7 ur).

## Zanimivosti
Prvi je po dolgotrajnem iskanju poti na vrh stopil Julius Kugy v spremstvu trentarskih vodnikov Andreja Komaca in Matije Kravanja leta 1880. Na zelo razglednem vrhu stoji križ, ki so ga člani Turistovskega kluba Skala l. 1934 postavili v spomin vsem gornikom, ki so umrli v slovenskih gorah. Križ so leta 1953 podrli, leta 1996 pa ponovno postavili.